# 1812 au Bas-Canada
Cet article traite des événements survenus en 1812 au Bas-Canada. 

## Événements

### Mars
9 mars: Présentation d'un spectacle de cirque à Montréal.

### Avril
25 avril: Début de la formation des Voltigeurs canadiens commandé par Charles-Michel d'Irumberry de Salaberry.

### Juin
18 juin: déclaration de la Guerre anglo-américaine de 1812 par les américains. 

### Juillet
17 juillet: Bataille de l'île Mackinac. Les américains qui n'étaient pas au courant du début de la guerre se rendent aux britanniques.

### Octobre
23 octobre: bataille de Saint-Régis à Akwesasne. Plusieurs Mohawks qui étaient neutres vont prendre position pour les britanniques.

## Naissances
- 20 juillet : Jean-Baptiste Prat, homme d'affaires.
- 6 novembre : Louis-Victor Sicotte, homme politique.
- 9 novembre : Napoléon Aubin, journaliste et écrivain.

## Décès
- 2 décembre : Pierre-Louis Panet, homme politique.
- 9 décembre : Pierre-Florent Baillairgé, artisan.